# Halbach-array

Een Halbach-array bestaande uit vijf magneten. De pijlen geven de richting van het magnetisch veld weer. Deze opstelling heeft een sterk magnetisch veld aan de onderzijde en een zwak veld aan de bovenzijde.

De Halbach-array is een bijzondere rangschikking van permanente magneten, die de magnetische flux "vervormt". Aan de ene kant wordt het magnetisch veld tot twee keer zo sterk, aan de andere kant neemt het echter af. Hoe langer de rangschikking, hoe sterker dit effect wordt.
Dit principe is vernoemd naar fysicus Klaus Halbach, die – toen hij in de jaren 1980 werkzaam was aan het Lawrence Berkeley National Laboratory – de Halbach-array uitvond om deeltjesbundels te focussen in deeltjesversnellers. Het effect was daarvoor al, in 1973, waargenomen door John C. Mallinson die deze structuur als een 'cursiositeit' beschouwde, hoewel hij toentertijd dacht dat deze ontdekking gebruikt kon worden om magneetbandtechnologie te verbeteren.
Halbach-arraymagneten worden in diverse toepassingen gebruikt, zoals:
- koelkastmagneet
- lineaire inductiemotor
- magnetische koppelingen
- magnetische wervelstroomrem